# Hochhaus Büsum

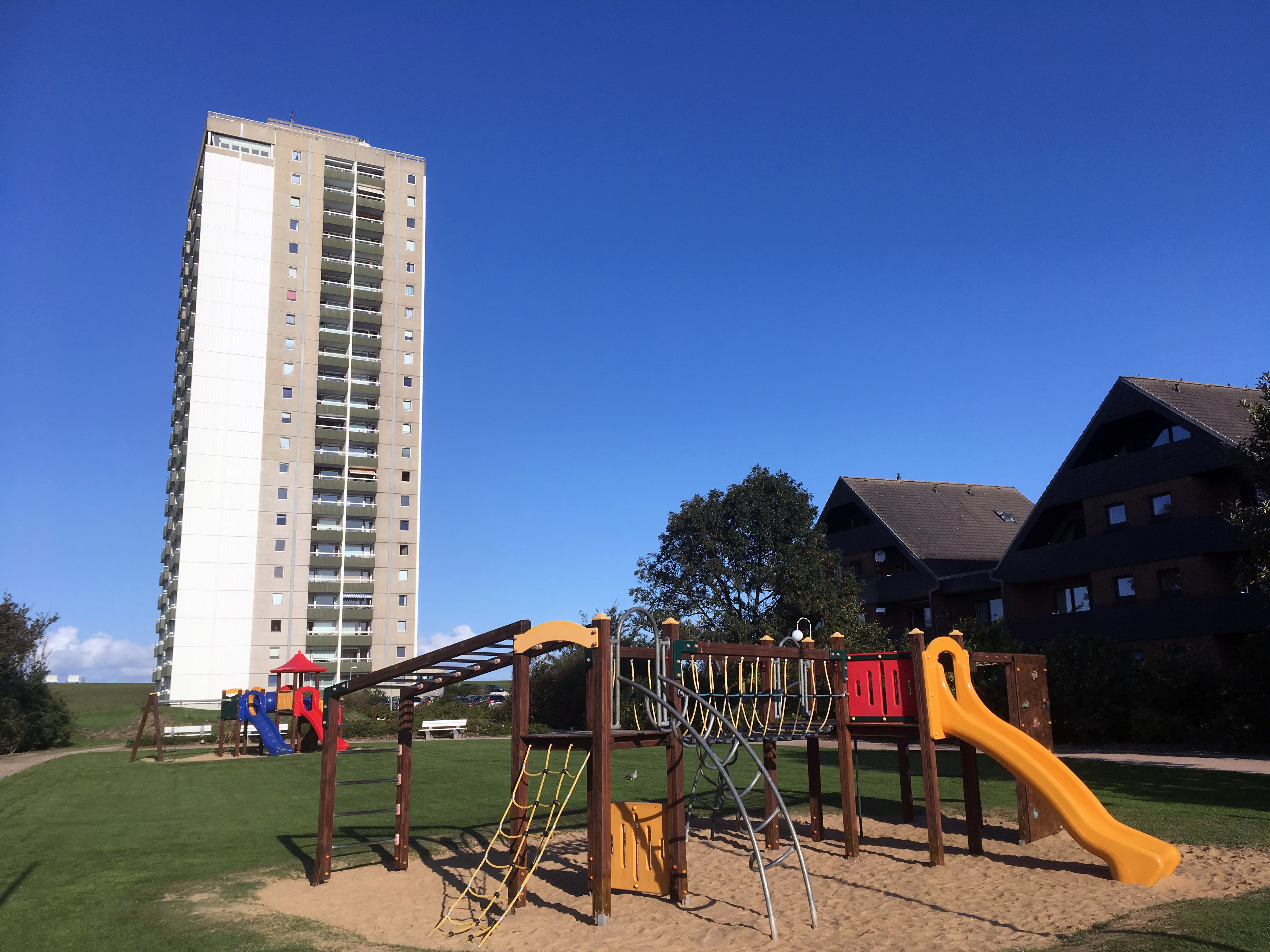
Hochhaus Büsum mit Spielplatz vom Kurpark

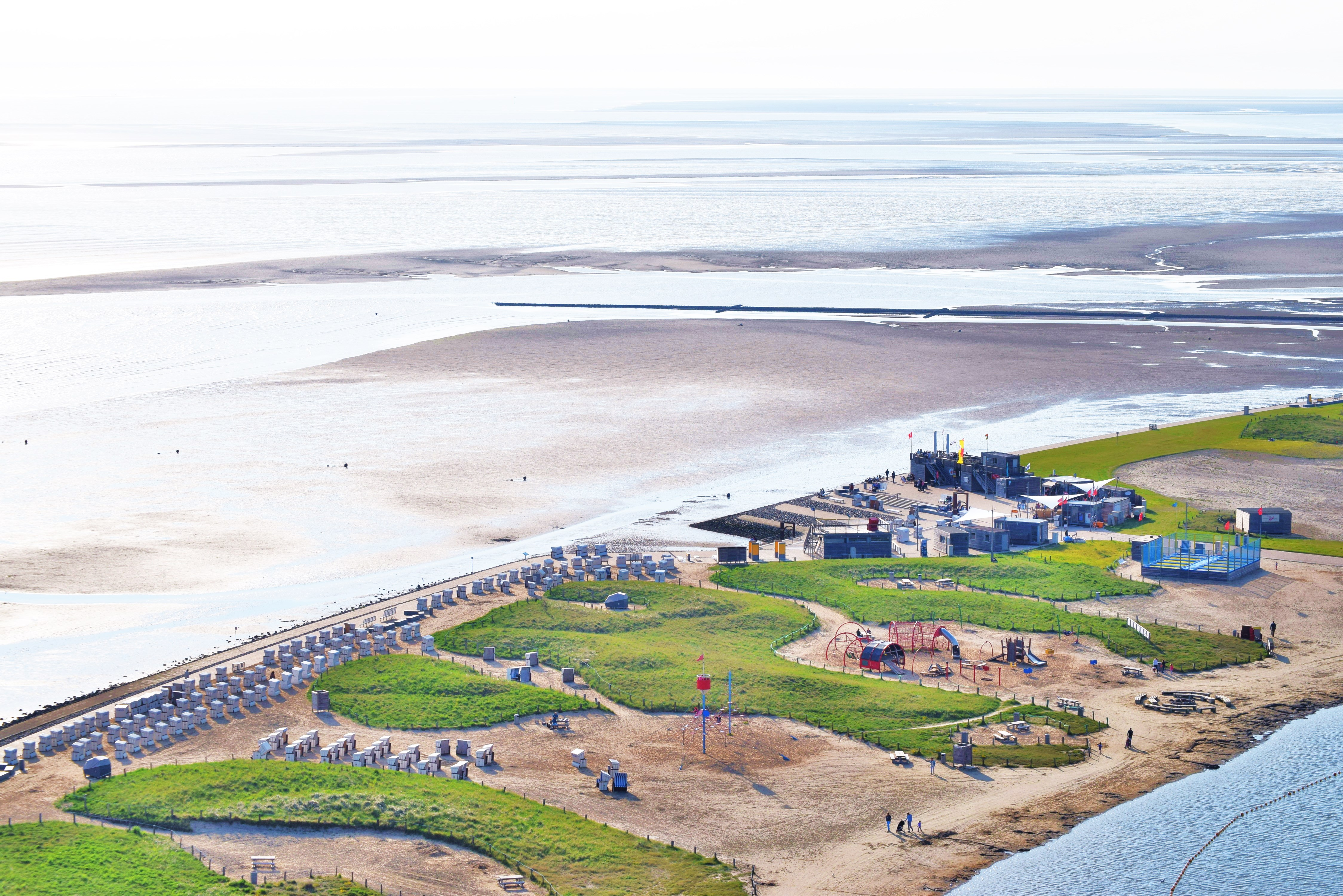
Blick von der Hochhausterrasse Richtung Perlebucht und Watt

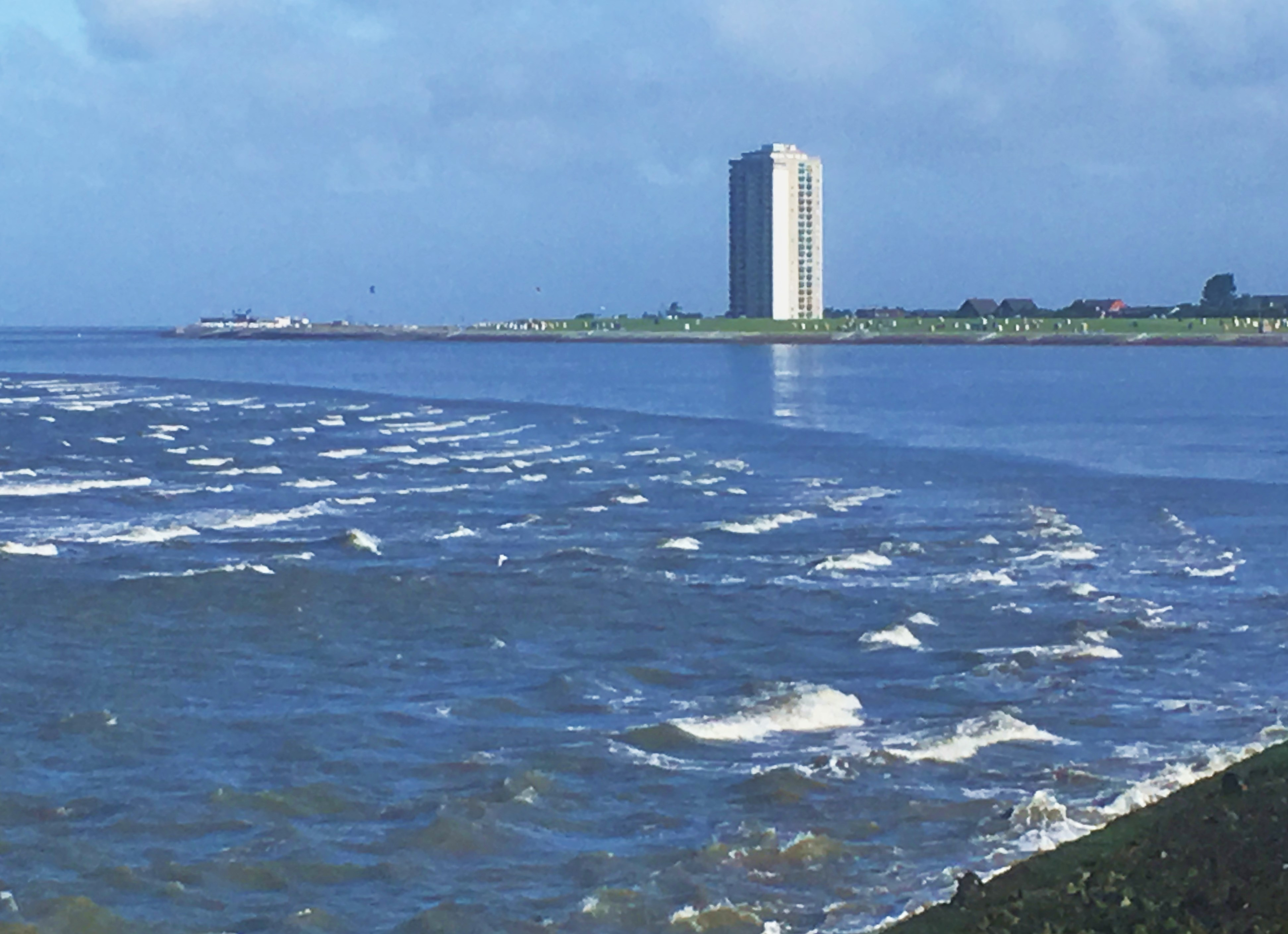
Hochhaus Büsum vom Watt aus gesehen

Das Hochhaus Büsum im Nordseeheilbad Büsum, Kreis Dithmarschen, dem Tor zum UNESCO-Weltnaturerbe Wattenmeer, ist mit seiner Höhe von etwa 85 Metern das vermutlich höchste Gebäude an der deutschen Nordseeküste in Schleswig-Holstein.

## Lage und Umgebung
Das Haus, auch „Büsum-Finger“ genannt, befindet sich westlich des Ortszentrums von Büsum. Es steht hinter dem Seedeich, der hier den grünen Strand von Büsum bildet. Davor liegt die künstliche Insel Perlebucht bzw. Familienlagune. Das Hochhaus wurde 1972 errichtet und besitzt 22 Etagen. Es überragt die Häuser und den Leuchtturm Büsum um ein Mehrfaches. Von oben ist ein weiter Blick auf Büsum, das Binnenland und auf die See möglich.

## Geschichte
1970 begann ein Hamburger Unternehmen mit dem ersten Spatenstich den Bau auf dem 8022 m² großen Grundstück, obwohl eigentlich zuerst eine Kongresshalle für 300 Besucher mit angeschlossenem Hotel entstehen sollte. Bei diesem Objekt wurden 47 Stahlbetonpfähle als Stützbeine 26 Meter tief in den eiszeitlichen Untergrund eingerammt. Auf der Betonplatte lasten 22 Etagen, jede mit jeweils 9 verschieden großen Wohnungen aus Stahlbetonwänden versehen. Über insgesamt 336 Stufen erreicht man das Panoramadeck.
Es entstanden zunächst 193 Eigentumswohnungen. Im Jahr 1972 zogen hier die ersten Bewohner in die zwischen 39 und 63 m² großen Wohnungen ein.
Ursprünglich war mit dem Hamburger Unternehmer ein Gesamtprojekt Hochhaus und Hotel mit Tagungs- und Kongresszentrum vereinbart worden. Der Vertrag ermöglichte es dem Bauunternehmen jedoch, nur das Hochhaus zu bauen. Als Entschädigung erhielt die Gemeinde das Café-Geschoss. Dafür ließ sich jedoch aus Gründen der Wirtschaftlichkeit kein Pächter und kein Betreiber finden, sodass die Gemeinde hier per Umbau drei weitere, bis zu 90 m² große Eigentumswohnungen mit Panoramablick entstehen ließ und diese verkaufte. Ein eigener Fahrstuhl ist ausschließlich für diese ehemals geplante Café-Etage vorhanden. Die anderen Etagen haben zusammen zwei Fahrstühle.
Das Gebäude beherbergt keine Einrichtung zur Befeuerung für die Schifffahrt und ist somit nur bedingt und lediglich bei Tageslicht sichtbares Seezeichen. Aufgrund seiner Höhe ist es eine weithin sichtbare Landmarke.

## Daten des Bauwerks
- Lage: 25761 Büsum Am Kurpark 1
- Grundstücksgröße: 8022 m²
- Baujahr: 1972
- Höhe des Bauwerks: 85 Meter mit 22 Etagen
- Treppenstufen vom Keller bis zum Panoramadeck: 374
- Wohnungen: 196
- Größe der Wohnungen: 39 bis 63 m², drei weitere bis 90 m².
- Gründung: 47 Stahlbetonpfähle als Stützbeine 26 Meter tief eingerammt
- Fahrstühle: drei